# Мурдоярви (озеро, Ребольское сельское поселение, северное)
Мурдоярви — озеро на территории Ребольского сельского поселения Муезерского района Муезерского района Республики Карелия.

## Общие сведения
Площадь озера — 1,1 км², площадь водосборного бассейна — 108 км². Располагается на высоте 215,3 метров над уровнем моря.
Форма озера лопастная, продолговатая: вытянуто с северо-востока на юго-запад. Берега изрезанные, каменисто-песчаные, местами заболоченные.
Через озеро протекает река Мурдойоки, несущая воды озера Коккоярви и впадающая в озеро Минсъярви, которое протокой соединяется с озером Ровкульским и, далее, с Большим Ровкульским, откуда через реки Сулу и Лендерку воды в итоге попадают в Балтийское море.
Код объекта в государственном водном реестре — 01050000111102000010519.